# Hanja
Hanja (eller hancha), den koreanska beteckningen på de traditionella kinesiska tecken (hanzi) som används inom koreanskan. Före 1400-talet var hanja det enda sättet att skriva koreanska på, men den på 1400-talet introducerade skriften hangul är numera den vanligaste i Sydkorea. I Nordkorea har hanja helt avskaffats till förmån för hangul.